# كورنيليوس فاندر ستار
كورنيليوس فاندر ستار (بالإنجليزية: Cornelius Vander Starr)‏ هو رائد أعمال أمريكي، ولد في 15 أكتوبر 1892 في شيكاغو في الولايات المتحدة، وتوفي في 20 ديسمبر 1968.